# أسوبي أسوباسي
أسوبي أسوباسي (باليابانية: あそびあそばせ، بالروماجي: Asobi Asobase) (بالإنجليزية: Why Don't We Play Together?)‏ هي مانغا من تأليف ورسم رين سوزوكاوا، نشرت من قبل هاكسينشا في مجلة Young Animal Densi، منذ 26 يونيو 2015. أنتجت إلى مسلسل أنمي تلفزيوني من قبل استوديو ليرتشي، عرض الأنمي في 8 يوليو عام 2018 واستمر عرضه حتى 23 سبتمبر عام 2018، وتكون من 12 حلقة + 1 أوفا + 2 خاصة.

## القصة
تدور أحداث القصة عن هاناكو وأوليفيا وكاسومي، ثلاثة طالبات في السنة الثانية في مدرسة الثانوية، وهن الأعضاء الثلاثة الوحيدون في نادي الباستيمرس، وهو نادي غير معترف به رسميًا. للنادي أهداف غامضة للغاية، وعادة ما تكون من ما يسمى «التسلية» التي تفكر فيها الفتيات.

## الشخصيات
هاناكو هوندا (باليابانية: 本田 華子، بالروماجي: Honda Hanako)
مؤدية الصوت: هينا كينو
أوليفيا (باليابانية: オリヴィア، بالروماجي: Orivia)
مؤدية الصوت: ريكا ناغاي
كاسومي نومورا (باليابانية: 野村 香純، بالروماجي: Nomura Kasumi)
مؤدية الصوت: كونومي كوهارا
تشيساتو هيغوتشي (باليابانية: 樋口 千紗都، بالروماجي: Higuchi Chisato)
مؤدية الصوت: ريوكو ماكاوا
مايدا (باليابانية: 前多، بالروماجي: Maeda)
مؤدي الصوت: ريوتارو أوكيايو
رئيسة مجلس الطلبة (باليابانية: 生徒会長، بالروماجي: Seitokaichō)
مؤدية الصوت: هونوكا إينوي
أوكا (باليابانية: 岡، بالروماجي: Oka)
مؤدية الصوت: ماي كانازاوا
أغوري ماتو (باليابانية: 間桐 あぐり، بالروماجي: Matō Aguri)
مؤدية الصوت: ميغومي تودا
تسوغومي أوزورا (باليابانية: 青空 つぐみ، بالروماجي: Aozora Tsugumi)
مؤدية الصوت: آوي يوكي
ساينان (باليابانية: 済南، بالروماجي: Sainan)
مؤدية الصوت:ياسونوري ماستاني
تاكاياناغي (باليابانية: 高柳، بالروماجي: Takayanagi)
مؤدية الصوت: ميتسكي سايغا
كنتارو هوندا (باليابانية: 本田 健太郎، بالروماجي: Honda Kentarō)
مؤدي الصوت: إيشين فوديمارو
شقيق أوليفيا (باليابانية: オリヴィアの兄، بالروماجي: Orivia no Ani)
مؤدي الصوت: توشيوكي موريكاوا

## وصلات خارجية
- أسوبي أسوباسي على موقع Manga Park باللغة اليابانية
- موقع الأنمي الرسمي باللغة اليابانية

- أسوبي أسوباسي على موقع ANN manga (الإنجليزية)